# لنز کانن ئی‌اف ۴۰میلی‌متر
لنز کانن ئی‌اف ۴۰میلی‌متر (به انگلیسی: Canon EF 40mm lens) نام لنز دوربین عکاسی از نوع نرمال ثابت است که توسط شرکت کانن تولید می‌شود. فاصلهٔ کانونی این لنز ۴۰ میلی‌متر، دیافراگم آن دارای ۷ تیغه و ضریب اف آن اف۲٫۸ تا اف۲۲ است. این لنز در ۴ ژوئیه ۱۹۰۵ میلادی تولید و عرضه شده‌است.